# Jełbanka
Jełbanka (ros. Елбанка) – wieś w Rosji, w Kraju Ałtajskim, w rejonie ust-pristańskim. W 2010 liczyła 632 mieszkańców.

## Urodzeni
- Jakow Riezancew – rosyjski generał, uczestnik agresji na Ukrainę.